# John Robinson (biskup)
John Robinson (ur. 7 listopada 1650 w Cleasby, North Yorkshire, koło Darlington, zm. 11 kwietnia 1723 w londyńskim Hampstead) – angielski dyplomata i biskup.

## Życiorys
Ukończył Brasenose College w Oksfordzie z tytułem doktora i pełnił funkcję profesora (fellow) w Oriel College w Oksfordzie. W 1679 wyjechał jako sekretarz i kapłan do Szwecji gdzie pełnił cały szereg funkcji w przedstawicielstwie dyplomatycznym Anglii w Sztokholmie, od 1707 reprezentującego całą Wielką Brytanię – m.in. jako charge d’affaires (1679–1680), agent (1683–1687), charge d’affaires (1692-1694), agent (1694-1696), minister – rezydent (1696-1702) i poseł (1702-1709). Przez szereg lat (1702-1707) swoją misję wypełniał rezydując w Gdańsku. W 1706 w imieniu królowej Anglii Anny wynegocjował z władzami Gdańska umowę handlową m.in. dającą prawo stronie angielskiej utrzymywania w Gdańsku własnego przedstawicielstwa handlowego (faktorii), patrz > Dom Angielski, jak i głoszenia angielskiej liturgii wraz z budową kościoła tego wyznania w mieście.
W 1709 Robinson powrócił do Anglii, i powołany na prestiżową w kościele anglikańskim funkcję hierarchy – gospodarza kaplicy św. Jerzego w Windsorze tytułowanego Dean of Windsor. Wybrano go biskupem Bristolu (1710-1714), pełnił funkcję lorda tajnej pieczęci (1711-1713), oraz wybrano biskupem Londynu (1714-1723). Został pochowany w kościele Wszystkich Świętych (All Saints Church) w londyńskim Fulham, tradycyjnym miejscu spoczynku biskupów londyńskich.